# Kairaku-en
El Parque Kairaku-en, en japonés:  (偕楽園  Kairaku-en?), es un parque jardín que se encuentra localizado en la ciudad de Mito, en la Prefectura de Ibaraki, Japón.

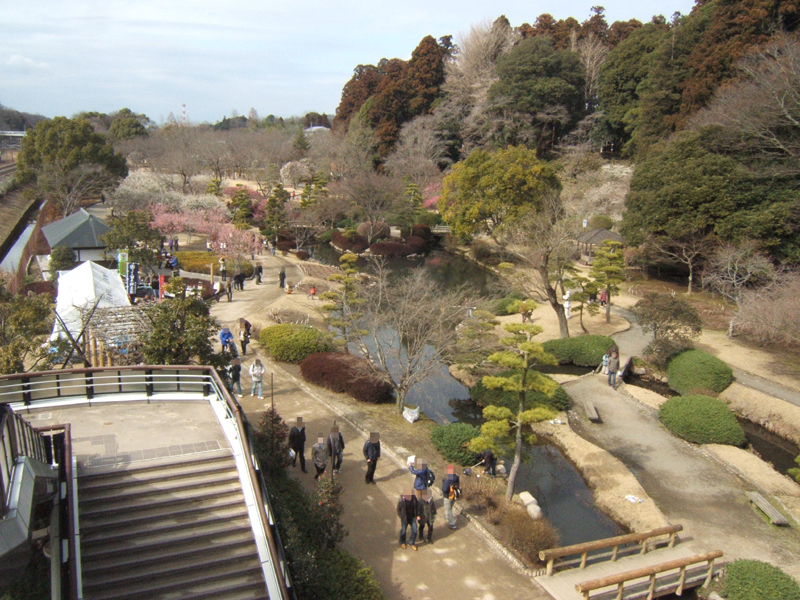
Jardin sur del Kairaku-en

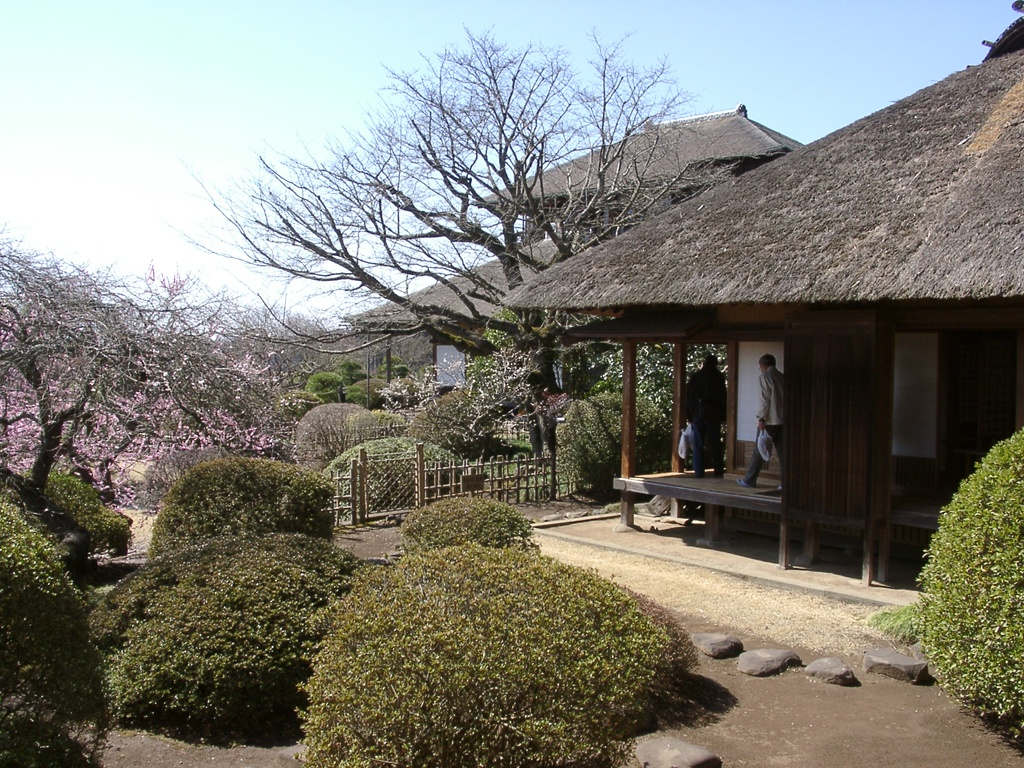
Kōbuntei (好文亭) del Kairaku-en

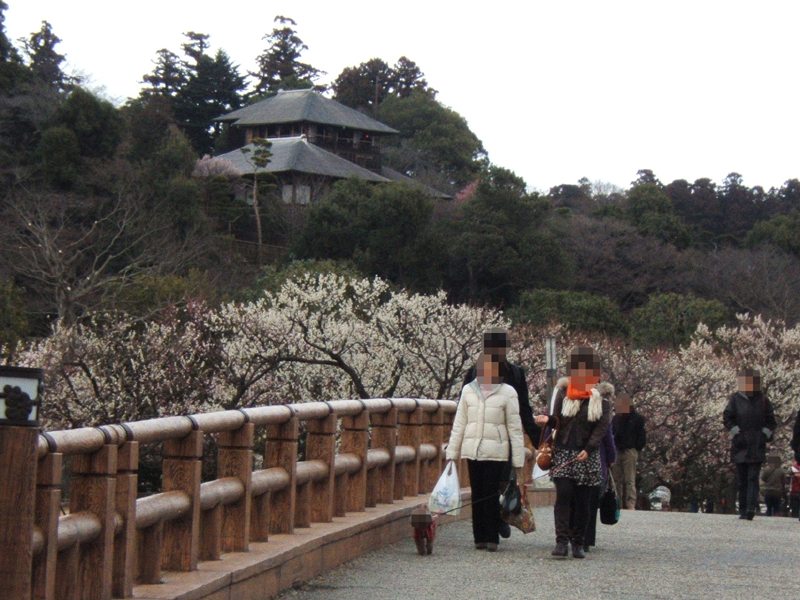
Vista de Kōbuntei del Kairaku-en

El jardín cuenta principalmente con una gran variedad de ciruelos (Prunus mume), llamados en japonés “”Ume” y depende administrativamente el parque de la municipalidad de Mito. 

## Localización
Se encuentra ubicado en la ciudad de Mito capital de la Prefectura de Ibaraki.
Kairaku-en, Mito-shi, Ibaraki-ken, Honshu-jima, Japón. 
Planos y vistas satelitales.36°22′29″N 140°27′09.4″E / 36.37472, 140.452611

## Historia
Kairaku-en fue construido en el año 1841 por Tokugawa Nariaki, daimyō del dominio de Mito, descendiente del Clan Mito y del Clan Tokugawa. 
Junto con los parques jardín de Kenroku-en  y Kōraku-en, se le considera uno de los Tres Grandes jardines de Japón.
A diferencia de las otras dos grandes zonas ajardinadas Kenroku-en y Koraku-en; el Kairaku-en sirvió no solo para el disfrute del daimyō en el poder, sino que estaba abierto al público.

## Colecciones
Si bien merece una visita durante todo el año, Kairaku-en es más atractivo durante la temporada de la floración del ciruelo, que suele ocurrir entre febrero y marzo.
Además, se pueden observan alrededor de cien variedades de árboles de ciruela de diferentes tonos como blanco, rosa y de flores rojas.
Kairaku-en también cuenta con un bosque de bambú, maderas de cedro y el Kōbuntei, un edificio de estilo tradicional japonés. La entrada al parque es gratuita, la entrada al Kōbuntei tiene un pequeño costo. 
El santuario Tokiwa (常磐神社 Tokiwa Jinja) se encuentra junto a los jardines.

## Galería de imágenes

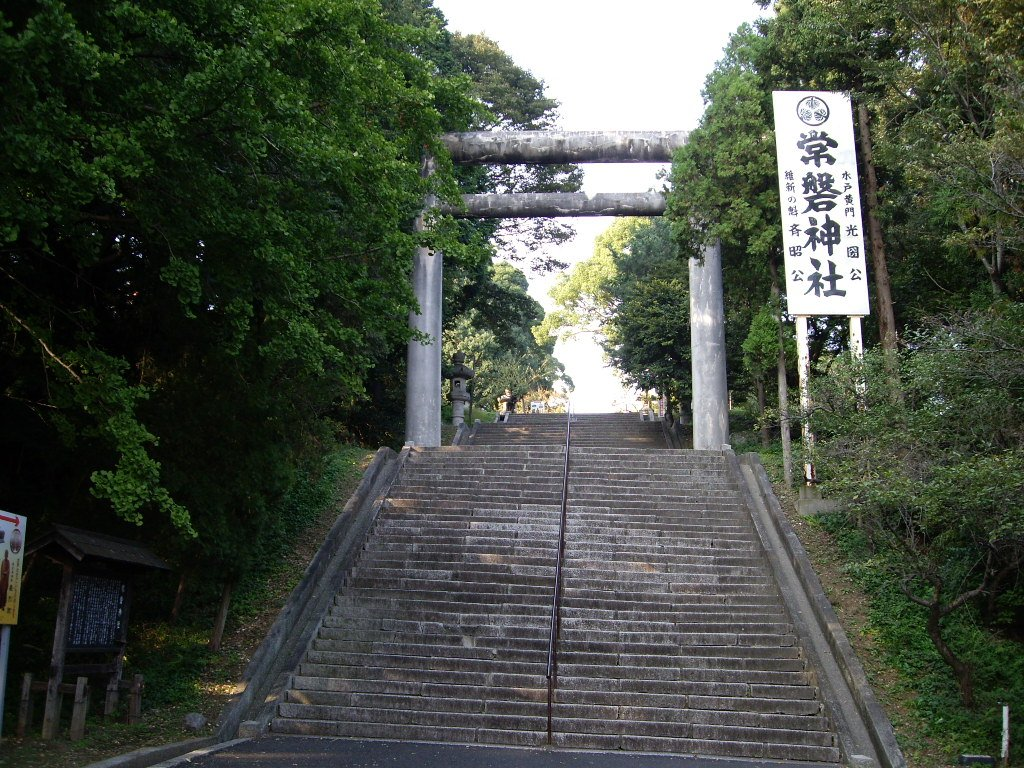
Puerta Torii del Santuario Tokiwa (常磐神社)
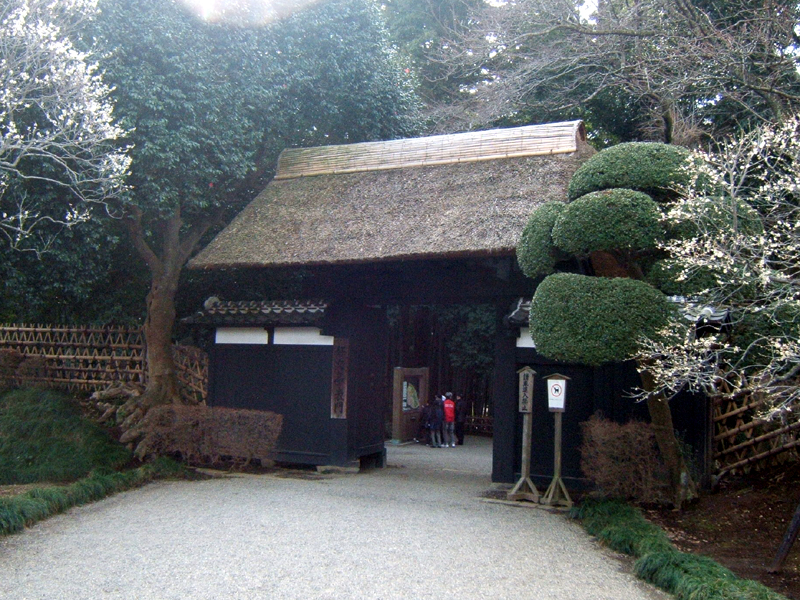
Puerta frontal del parque
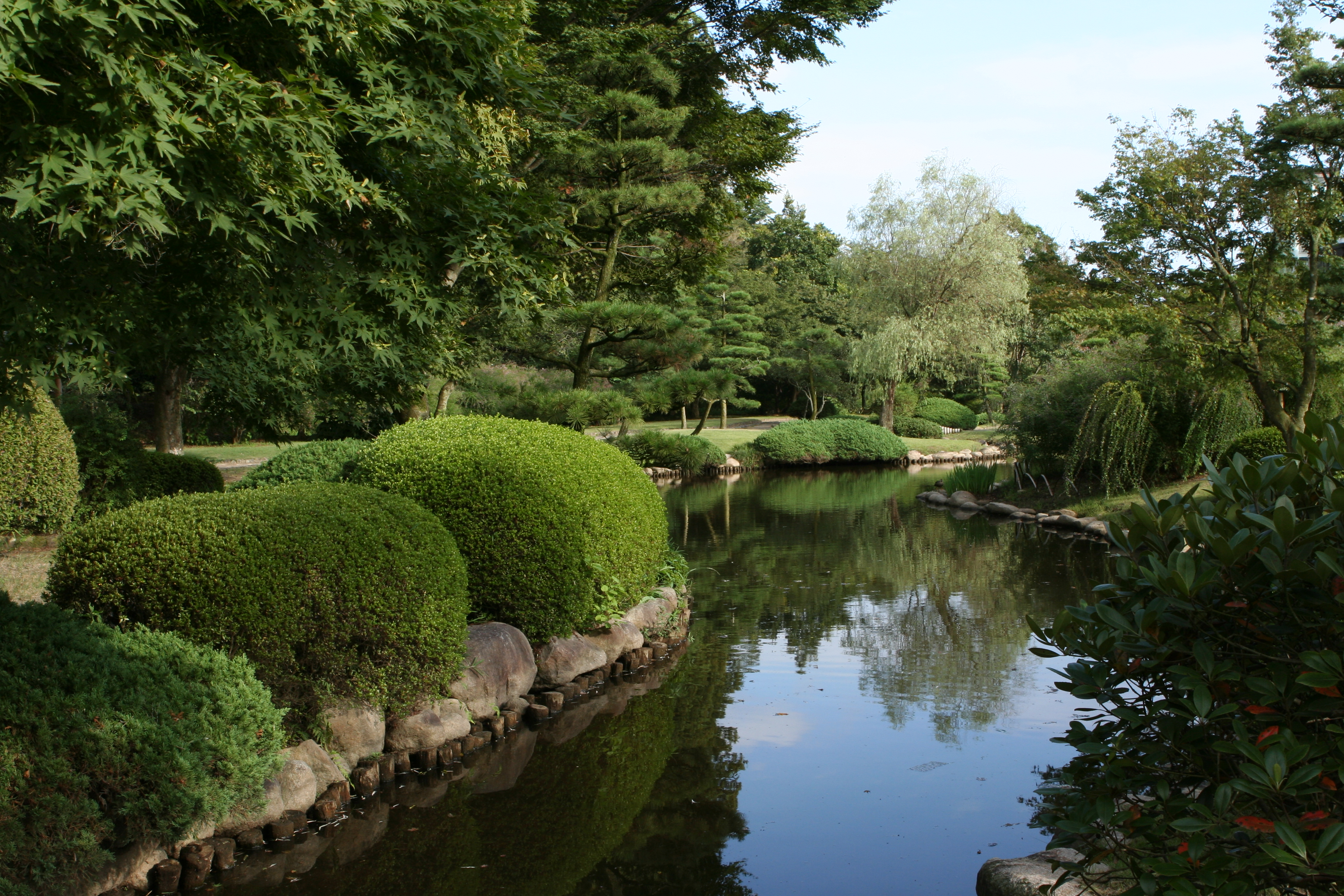
Parque Kairaku-en
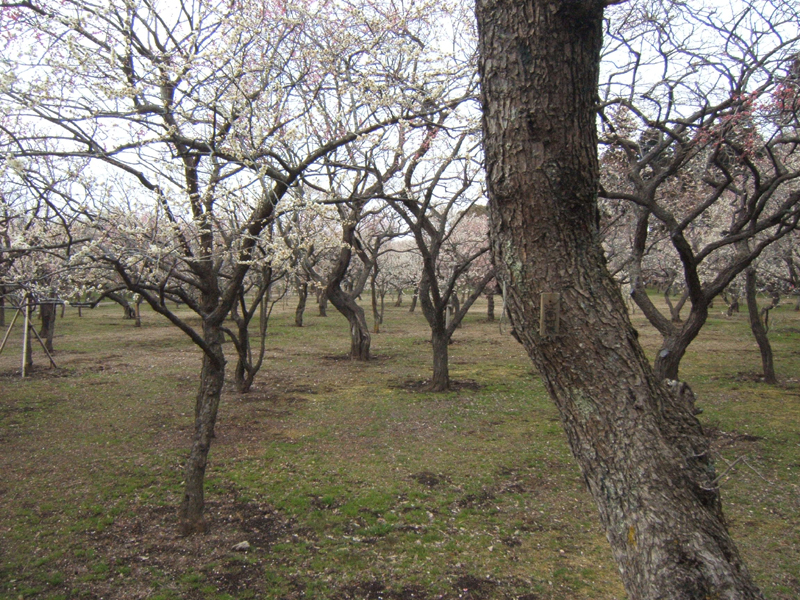
Floración de los ciruelos
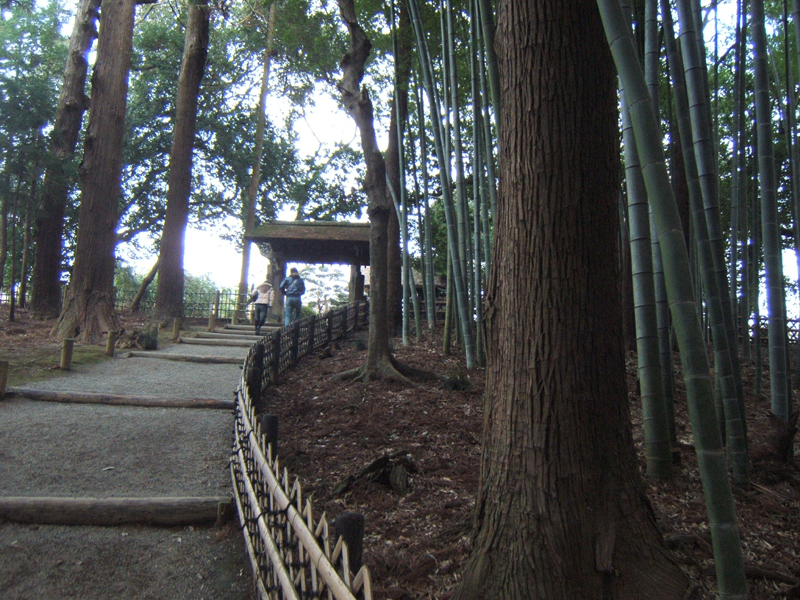
Vista de bambúes y cedros
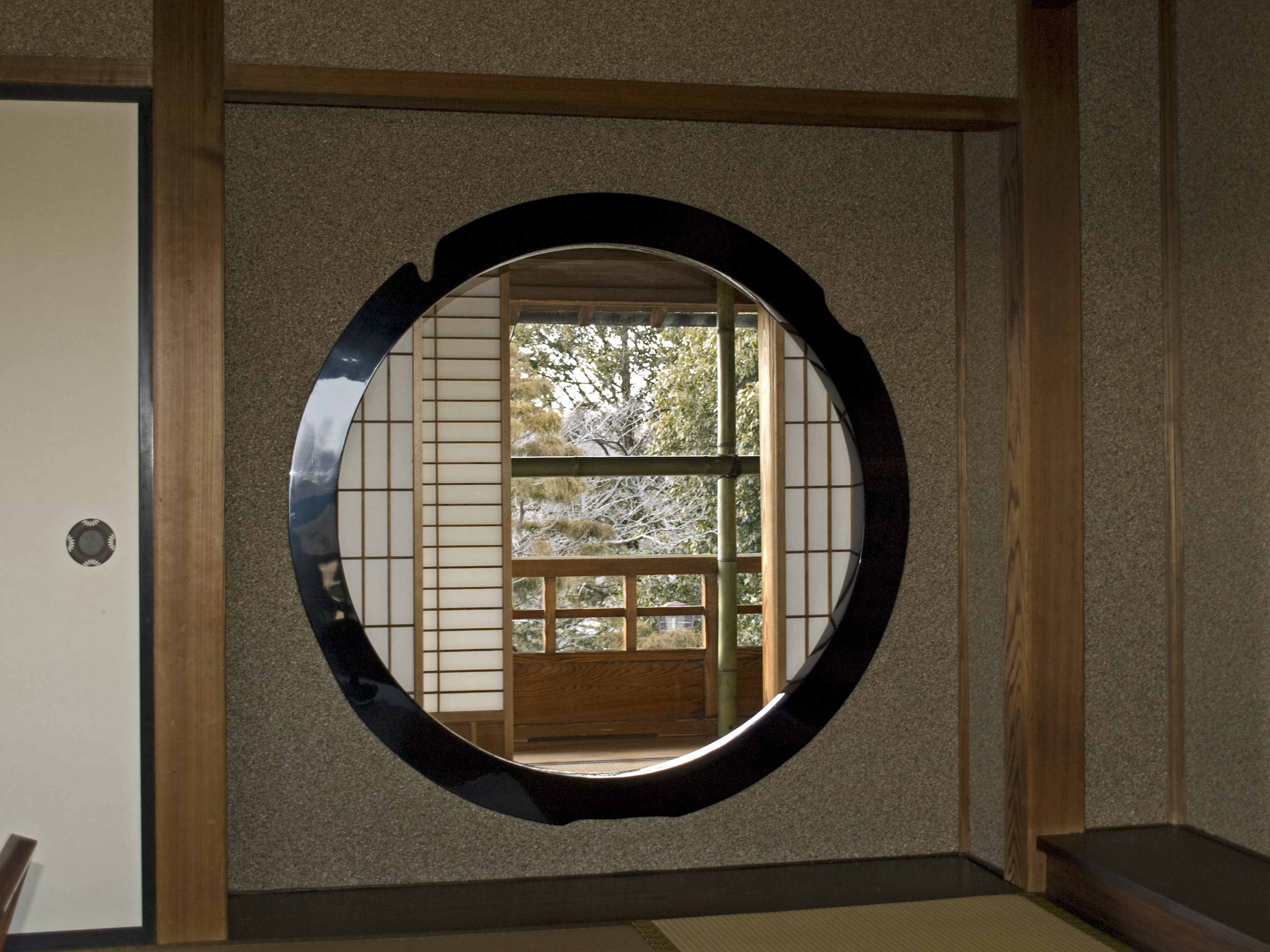
Ventana en el interior del Kōbuntei
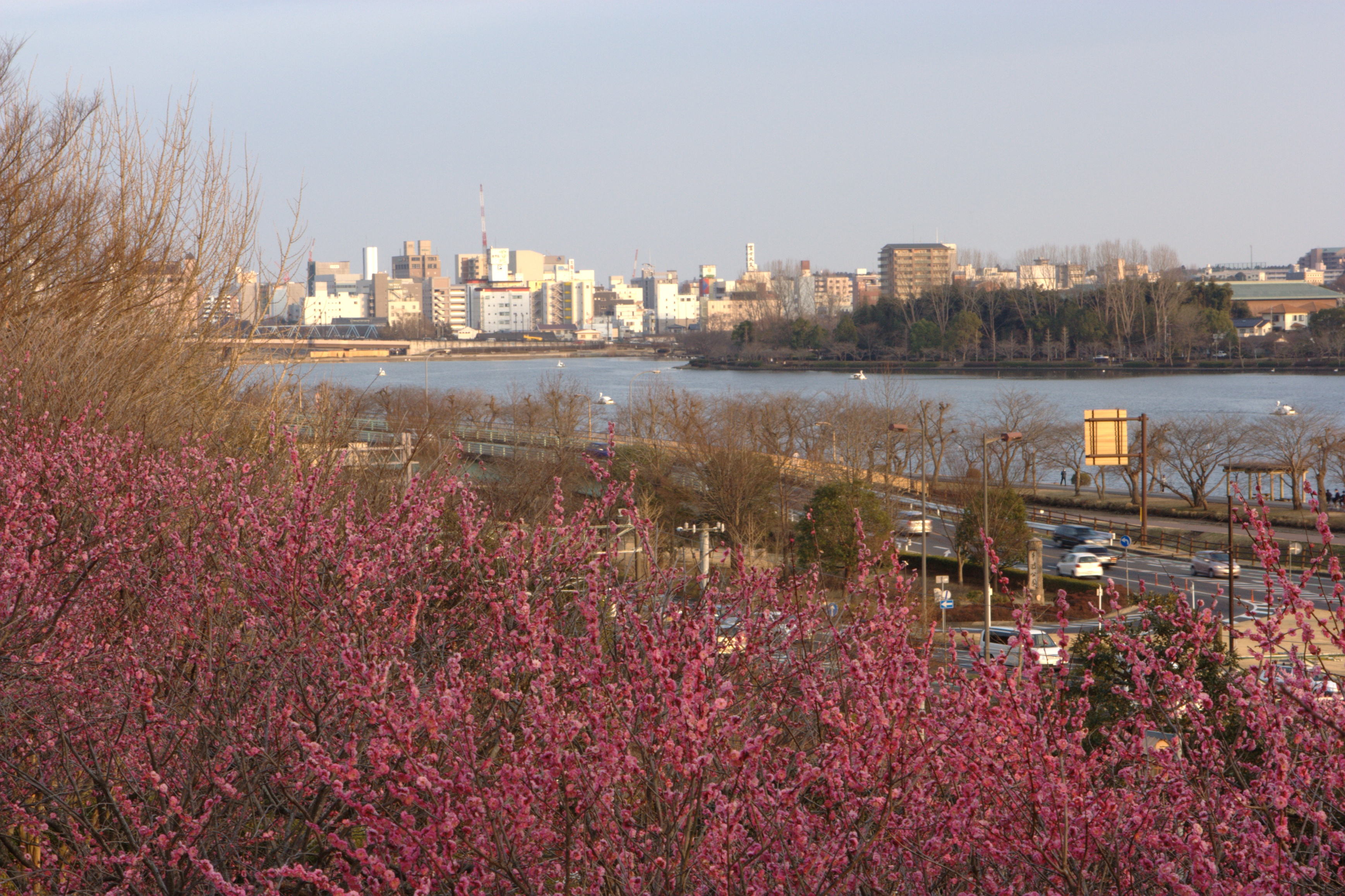
Floración de ciruelos y la ciudad de Mito
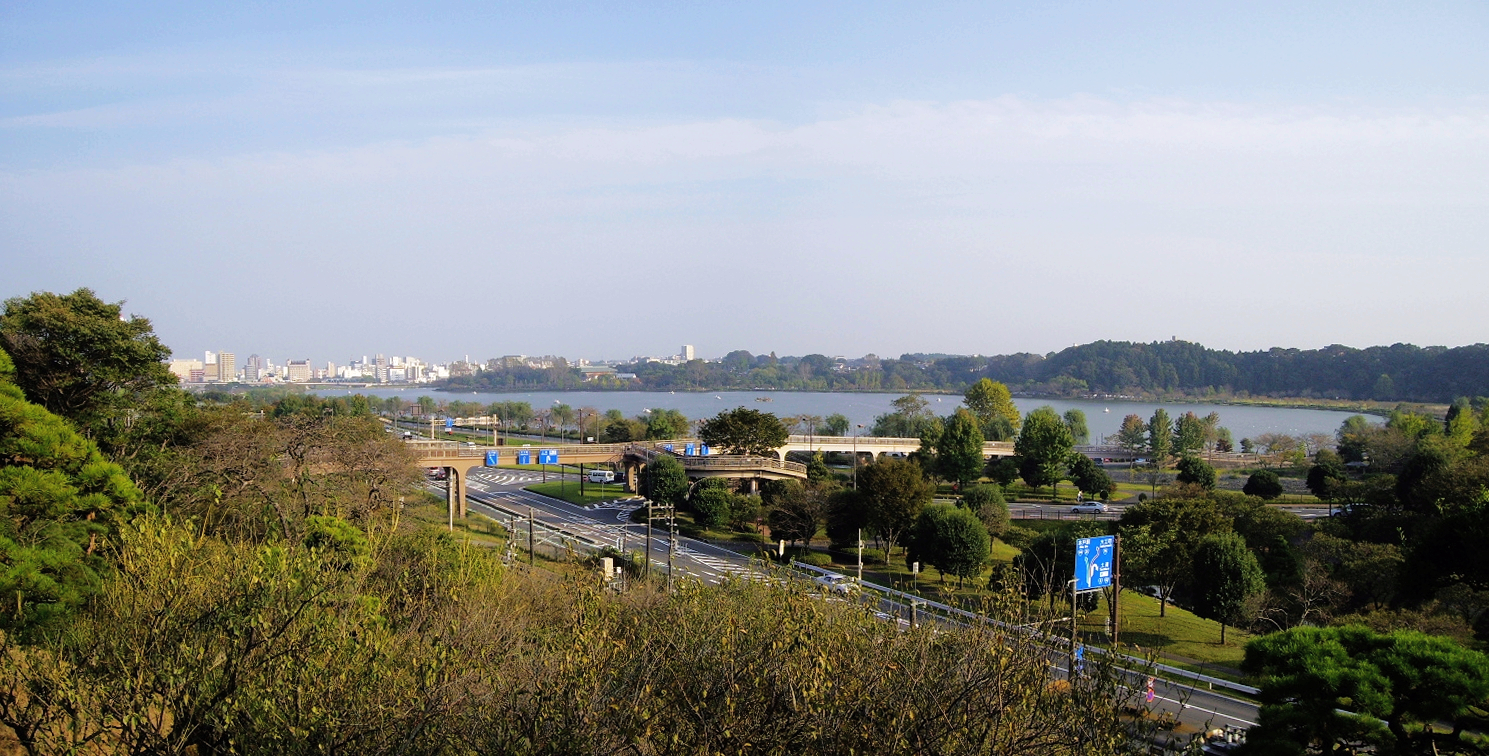
Vista de la laguna Senba y la ciudad de Mito

- Datos: Q71952
- Multimedia: Kairaku-en / Q71952